# Under the Bushes Under the Stars
Under the Bushes Under the Stars is het negende studioalbum van de Amerikaanse indierockband Guided by Voices. Enkele werktitels van het album zijn The World Series of Psychic Phenomena, Plantations of Pale Pink, The Flying Party Is Here en Under the Bushes, under the Trees). In tegenstelling tot voorgaande albums werd Under the Bushes Under the Stars opgenomen op 24 sporen. Er hebben vier producers aan het album meegewerkt en de opnamen vonden plaats in evenveel studio's.
De laatste zes nummers zouden oorspronkelijk niet op het album verschijnen, maar op aandringen van de platenmaatschappij werden ze toch op een bijgevoegde 12"-ep met de lp meegegeven en werden ze als bonustracks aan de cd toegevoegd. De nummers werden niet op de hoes vermeld. Tien nummers die voor dit album waren geschreven, zijn beland op de eveneens in 1996 verschenen ep Sunfish holy breakfast. Een haan genaamd Big Rooster vormde de inspiratie voor Don't Stop Now.

## Tracklist
Alle muziek en teksten zijn geschreven door Robert Pollard, tenzij anders aangegeven. 
| Nr. | Titel                                                         | Duur |
| --- | ------------------------------------------------------------- | ---- |
| 1.  | Man Called Aerodynamics                                       | 2:01 |
| 2.  | Rhine Jive Click                                              | 1:34 |
| 3.  | Cut-Out Witch                                                 | 3:04 |
| 4.  | Burning Flag Birthday Suit                                    | 2:22 |
| 5.  | The Official Ironmen Rally Song                               | 2:48 |
| 6.  | To Remake the Young Flyer (Tobin Sprout)                      | 1:43 |
| 7.  | No Sky                                                        | 2:03 |
| 8.  | Bright Paper Werewolves                                       | 1:14 |
| 9.  | Lord of Overstock                                             | 2:34 |
| 10. | Your Name Is Wild                                             | 2:01 |
| 11. | Ghosts of a Different Dream                                   | 2:30 |
| 12. | Acorns & Orioles                                              | 2:12 |
| 13. | Look at Them                                                  | 2:27 |
| 14. | The Perfect Life (Sprout)                                     | 0:59 |
| 15. | Underwater Explosions                                         | 2:02 |
| 16. | Atom Eyes (Sprout)                                            | 1:42 |
| 17. | Don't Stop Now                                                | 2:39 |
| 18. | Office of Hearts                                              | 2:06 |
| 19. | Big Boring Wedding                                            | 3:43 |
| 20. | It's Like Soul Man (Sprout)                                   | 2:09 |
| 21. | Drag Days                                                     | 2:50 |
| 22. | Sheetkickers (Jim Pollard)                                    | 3:17 |
| 23. | Redmen and Their Wives                                        | 3:55 |
| 24. | Take to the Sky                                               | 1:50 |
| 25. | Finks (Bonustrack op de Japanse uitgave)                      | 2:28 |
| 26. | The Finest Joke Is Upon Us (Bonustrack op de Japanse uitgave) | 3:09 |

## Betrokkenen

### Bezetting
- Robert Pollard, zang
- Craig Nichols, "appreciated assistance"
- Don Thrasher, "appreciated assistance"
- Greg Demos, "appreciated assistance"
- Jim MacPherson, "appreciated assistance"
- Mark Gibbs, "appreciated assistance"
- Nate, "appreciated assistance"
- Pete Jamison, "appreciated assistance"
- Randy Campbell, "appreciated assistance"
- Tripp Lamkins, gitaar op #5
- John Shough, piano op #12
- Shelby Bryant, strijkinstrument op #17

### Productie
- Kim Deal, producer
- Tobin Sprout, geluidstechnicus bij nr. 20